# Aces Club
Aces Club to brydżowy system licytacyjny na bazie silnego trefla, który został opracowany przez Boba Hammana i Bobby'ego Wolfa z amerykańskiej drużyny „American Aces Team”. Aces Club bazuje na włoskim systemie Blue Team Club.
```
1♣️  17+  
PH
 Układ dowolny
1♦️️  11-16PH 3+ kara, możliwe 
canapé

1♥️️  11-16PH 4+ kiery, możliwe canapé
1♠️  11-16PH 4+ piki, możliwe canapé
1BA 13-15PH 5młodszy-3-3-2 lub 4młodszy-3-3-3 (przed partią)
    16-17PH Układ zrównoważony (po partii)
2♣️  11-16PH 6+ trefli
2♦️️  17-24PH Dowolny układ 4-4-4-1 lub 5-4-4-0
2♥️️  11-16PH 5+ kierów i 4+ piki
2♠️   6-10PH 6 pików
2BA 22-23PH Układ zrównoważony
```

Po otwarciu 1♣️:
- odpowiedź 1♦️️ jest semi-pozytywna, pokazuje najwyżej 2 kontrole (as liczy się jako dwie kontrole, a król jako jedna) ale przynajmniej 6PH,
- 1♥️️ jest negatywny i pokazuje 0-5PH,
- wyższe odpowiedzi pokazują ilość kontroli szczebelkami – 1♠️ = 3, 1BA = 4, 2♣️ to 5+,
- 2♦️️ pokazuje sześciokartowy kolor starszy i 4-7PH,
- 2♥️️ obiecuje 9+PH i dowolny układ 4-4-4-1.

Dalsza licytacja po otwarciu 1♣️ jest w zasadzie naturalna.
Jeżeli po otwarciu 1♦️️/♥️️/♠️ w następnym okrążeniu otwierający zalicytuje nowy kolor, to drugi kolor jest dłuższy od koloru otwarcia (canapé).